# Você tem duas vacas

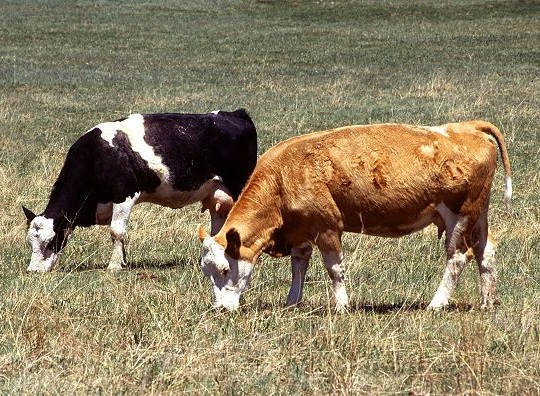
Vários cenários envolvendo duas vacas foram usados como metáforas na sátira econômica.

"Você tem duas vacas" (em inglês:  You have two cows) é uma analogia política e forma de sátira política americana do início do século XX para descrever vários sistemas econômicos de governo. A configuração de uma piada típica desse tipo é a suposição de que o ouvinte vive dentro de um determinado sistema e tem duas vacas, uma ocupação muito relacionável entre países e fronteiras nacionais. A piada é o que acontece com o ouvinte e as vacas do sistema; oferece uma visão breve e bem-humorada do assunto ou local. O jornalista Bill Sherk menciona que tais listas circulavam pelos Estados Unidos desde cerca de 1936 sob o título "Parábola dos Ismos".
Uma variante mais recente do ciclo da piada compara diferentes povos e países.

## História
Um artigo no The Modern Language Journal lista os seguintes clássicos:
- Socialismo: Se você tem duas vacas, você dá uma ao seu vizinho.
- Comunismo: Se você tem duas vacas, você as dá ao Governo e o Governo então lhe dá um pouco de leite.
- Fascismo: Se você tem duas vacas, você fica com as vacas e dá o leite para o governo; aí o governo te vende um pouco de leite.
- New Dealismo: Se você tem duas vacas, mata uma e ordenha a outra; então você joga o leite pelo ralo.
- Nazismo: Se você tem duas vacas, o governo atira em você e fica com as vacas.
- Capitalismo: Se você tem duas vacas, vende uma e compra um touro.